# Manoir de la Guyonnière
Le manoir de la Guyonnière est une demeure à caractère défensif du XVIIe siècle inscrite aux Monuments historiques, situé sur la commune de Tinchebray-Bocage dans le département de l'Orne.

## Localisation
Le manoir de la Guyonnière est situé à Saint-Jean-des-Bois, commune de Tinchebray-Bocage dans le département de l'Orne, en limite du département de la Manche.

## Histoire

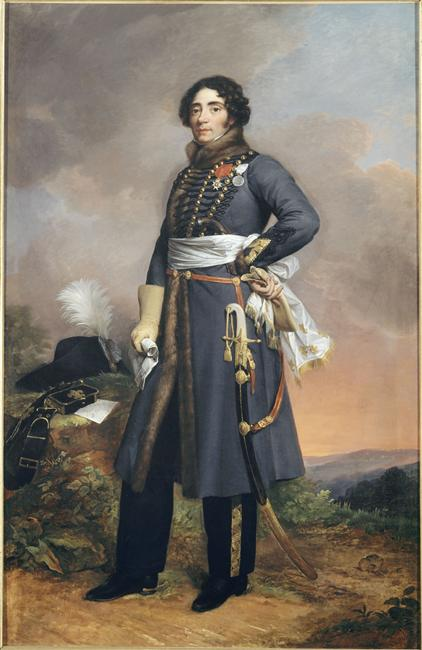
Louis de Frotté

Le manoir de la Guyonnière est un haut lieu de la chouannerie normande.
Entre 1793 et le Consulat, le bocage, contrairement au reste de la Normandie qui reste calme, est le théâtre d'une guérilla sporadique, difficile à réprouver et toujours impitoyable qui s'identifie aux autres résistances au régime révolutionnaire, de la Vendée, de l'Anjou, du Maine et de la Bretagne. Elle reçoit l'appui et la complicité d'une large partie des populations rurales. Quant au danger politique qu'elle présentait, il fallut en finir avec l'assassinat de son chef Louis de Frotté.
À Saint-Jean-des-Bois, Michelot Moulin (Michel Moulin), fils d'un taillandier aisé est à l'origine de la chouannerie normande. Réquisitionné pour rejoindre les forces républicaines, par ruse il obtient des armes, déserte et entre dans la clandestinité avec ses compagnons, formant les premières bandes de réfractaires, organisant des compagnies, creusant des souterrains, désarmant les patriotes de Landisacq, Chanu et Saint-Cornier-des-Landes.
Quand Louis de Frotté est obligé d'abandonner le château de Flers, il établit son quartier général dans la forêt de Saint-Jean-des-Bois au manoir de la Guyonnière en lisière de la forêt. Michelot Moulin y trouve refuge pendant plusieurs mois lorsqu'il est blessé. Le manoir est inscrit au titre des monuments historiques en 1979.

## Architecture
C'est une demeure en granite carrée et trapue, à caractère défensif. Des bouches à feu sont encore visibles dans les contre-marches de l'escalier. À l'intérieur, un escalier droit en granite taillé avec un mur d'échiffre occupe le centre de la maison. De part et d'autre se répartissent à chaque niveau de grandes pièces. Toutes les menuiseries des portes sont d'époque.